# Meromacrus zonatus
Meromacrus zonatus är en tvåvingeart som först beskrevs av Friedrich Hermann Loew 1866.  Meromacrus zonatus ingår i släktet Meromacrus och familjen blomflugor. Inga underarter finns listade i Catalogue of Life.